# Gary Jules
Gary Jules (Fresno, 19 maart 1969) is een Amerikaanse singer-songwriter. In 2001 maakte hij voor de film Donnie Darko samen met componist Michael Andrews een cover van het nummer 'Mad World' van Tears for Fears die ook deel uitmaakte van de soundtrack. De film werd een groot succes.
In 2004 brak de single van de soundtrack echter door als een wereldhit. Sindsdien werd het ettelijke keren hergebruikt in films, televisiereportages en televisieshows. Ook is het nummer gebruikt ter promotie van het Xbox 360-spel Gears of War.

## Discografie
- 1998 - Greeting from the Side
- 2001 - Trading Snakeoil for Wolftickets
- 2006 - Gary Jules
- 2008 - Bird.

### Singles
| Single met eventuele hitnotering(en) in de Nederlandse Top 40 | Datum van verschijnen | Datum van binnenkomst | Hoogste positie | Aantal weken | Opmerkingen         |
| ------------------------------------------------------------- | --------------------- | --------------------- | --------------- | ------------ | ------------------- |
| Mad World                                                     | 2003                  | 27-12-2003            | 5               | 20           | met Michael Andrews |

### NPO Radio 2 Top 2000
| Nummer met noteringen in de NPO Radio 2 Top 2000 | '07  | '08 | '09  | '10  | '11  | '12 | '13 | '14 | '15 | '16 | '17  | '18 | '19  | '20  | '21  | '22  | '23  | '24  |
| ------------------------------------------------ | ---- | --- | ---- | ---- | ---- | --- | --- | --- | --- | --- | ---- | --- | ---- | ---- | ---- | ---- | ---- | ---- |
| Mad World (met Michael Andrews)                  | 1802 | -   | 1958 | 1448 | 1573 | 569 | 474 | 609 | 408 | 682 | 1166 | 958 | 1160 | 1109 | 1214 | 1306 | 1535 | 1442 |

1. ↑  Een '-' betekent dat het nummer niet was genoteerd en een vetgedrukt getal geeft de hoogste notering aan.
2. ↑  2007 was het eerste jaar met een notering voor dit nummer.